# Mercat Centre de Cornellà de Llobregat
El Mercat és una obra del municipi de Cornellà de Llobregat (Baix Llobregat) inclosa en l'Inventari del Patrimoni Arquitectònic de Catalunya.

## Descripció
El Mercat ocupa tota una illa i que s'estructura en dos pisos. L'entrada principal es troba a l'altura del primer pis, accessible per una doble escala amb rampes que precedeix una petita placeta superior. A peu de carrer hi ha diverses entrades laterals que donen a la planta baixa del mercat.
El mercat està obrat amb materials simples i industrials (maó, ferro en tub, formigó i vidre) que es troben combinats cercant el contrast plàstic i de colors dels materials. El resultat és un funcionalisme gens renyit amb un esteticisme agosarat de formes. Destaquen els volums trapezoïdals i la lluminositat produïda per les cobertes formades totalment de vidre refractari.